# Нелка
Нелка — река в России, протекает в Парфеньевском и Нейском районах Костромской области. Устье реки находится в 102 км по правому берегу реки Нельша. Длина реки составляет 13 км.
Исток Нелки расположен юго-восточнее посёлка и ж/д станции Северный и в 28 км к юго-западу от Кологрива. Течёт на юго-восток по ненаселённому лесному массиву. Впадает в Нельшу у деревни Оленево.

## Данные водного реестра
По данным государственного водного реестра России относится к Верхневолжскому бассейновому округу, водохозяйственный участок реки — Унжа от истока и до устья, речной подбассейн реки — Бассей притоков Волги ниже Рыбинского водохранилища до впадения Оки. Речной бассейн реки — (Верхняя) Волга до Куйбышевского водохранилища (без бассейна Оки).
По данным геоинформационной системы водохозяйственного районирования территории РФ, подготовленной Федеральным агентством водных ресурсов:
- Код водного объекта в государственном водном реестре — 08010300312110000016379
- Код по гидрологической изученности (ГИ) — 110001637
- Код бассейна — 08.01.03.003
- Номер тома по ГИ — 10
- Выпуск по ГИ — 0